# Tavilehgah-e Sofla
Tavilehgah-e Sofla (în persană طويله گاه سفلي, romanizat și ca Țavīlehgāh-e Soflá; cunoscut și sub numele de Țavīleh-ye Gāv și Țavīleh-ye Soflá) este un sat din districtul rural Jalalvand, districtul Firuzabad, județul Kermanshah, provincia Kermanshah, Iran . La recensământul din 2006, populația sa era de 25 de locuitori, în 7 familii. 